# Президентские выборы в Зимбабве (2002)
Президентские выборы 2002 года в Зимбабве прошли с 9 по 11 марта. За победу боролись действующий президент Роберт Мугабе, ключевая фигура оппозиции Морган Цвангираи, лидер Движения за демократические перемены, глава партии ЗАНУ—Ндонга Уилсон Нкумбул, руководитель Национального альянса за надлежащее управление Шекспир Майя и независимый кандидат Пол Сивела.
Роберт Мугабе был переизбран Президентом Зимбабве и приведён к присяге на ещё один срок председателем Верховного суда Годфри Чидяусику 17 марта 2002 года в Государственном доме в Хараре.

## Предыстория
В январе 2002 года президент Зимбабве Роберт Мугабе принял решение назначить очередные президентские выборы на 9 и 10 марта. 9 и 10 января парламент Зимбабве, большинство в котором составляют сторонники президента, принял предложенные Мугабе законы о выборах, безопасности и средствах массовой информации. Согласно им, критика президента была приравнена к уголовному преступлению, все предвыборные плакаты отныне требовалось утверждать правительством, были запрещены политические демонстрации, а также работа в стране иностранных журналистов и наблюдателей на выборах, местные журналисты были обязаны получать государственную лицензию. Вскоре после этого начальник Генерального штаба зимбабвийской армии генерал Виталис Звинаваше заявил, что, независимо от результатов выборов, армия никогда не признает другого президента, кроме Мугабе.
Антидемократические действия властей Зимбабве вызвали реакцию за рубежом. Министры иностранных дел Великобритании, Канады и Австралии предложили исключить страну из состава Содружества наций. Европейский союз и Конгресс США пригрозили введением экономических санкций. В ответ, министр юстиции Зимбабве Патрик Чинамаса заявил, что его страна не британская колония и имеет право проводить самостоятельную политику.

## Избирательная кампания
По данным международных правозащитных организаций и западных средств массовой информации предвыборная кампания сопровождалась запугиванием и насилием со стороны приверженцев правящей партии и действующего президента. По информации правозащитников, за два месяца до выборов было убито более 30 человек, в основном сторонников оппозиции. По данным Amnesty International было арестовано около 1400 человек, в основном активистов и наблюдателей со стороны оппозиции. Коалиция зимбабвийских неправительственных организаций Зимбабвийская сеть поддержки выборов (англ. Zimbabwean Election Support Network — ZESN), сообщила что число избирательных участков в городах и районах повышенной поддержки оппозиции сократилось наполовину по сравнению с парламентскими выборами 2000 года, в то время как в сельской местности были открыты дополнительные участки.
Из 12 500 наблюдателей, подготовленных местными НПО для работы на более чем 4500 избирательных участков по всей стране, допуск получили только около 400. Накануне выборов были приняты новые правила, по которым комиссия по наблюдению за выборами могла состоять только из государственных служащих, в том числе полицейских и военных.
В городах чтобы принять участие в выборах, избирателям приходилось подтверждать факт проживания в своём избирательном округе, предъявляя паспорта и счета за коммунальные услуги за последние 12 месяцев. В сельской местности регистрировали только тех избирателей за которых поручились местные администрации. Право голосовать по почте было предоставлено только дипломатам и военнослужащим, что нарушило права зимбабвийцев, обучающихся или работающих за границей. Обладатели двойного гражданства и вовсе были лишены права голосовать.
В день голосования правозащитники также фиксировали нарушения. Так, по данным ZESN, в почти половине сельских избирательных округов представители оппозиции не смогли наблюдать за ходом голосования, так как стали жертвами насилия и преследований со стороны полиции и боевиков ЗАНУ—ПФ.

## Результаты
| Кандидат                             | Партия                                       | Число голосов | %    |
| ------------------------------------ | -------------------------------------------- | ------------- | ---- |
| Роберт Мугабе                        | ЗАНУ—ПФ                                      | 1 685 212     | 56,2 |
| Морган Цвангираи                     | ДДП                                          | 1 258 401     | 42,0 |
| Уилсон Нкумбула                      | ЗАНУ—Ндонга                                  | 31 368        | 1,0  |
| Шекспир Майя                         | Национальный альянс за надлежащее управление | 11 906        | 0,4  |
| Пол Сивела                           | независимый                                  | 11 871        | 0.4  |
| Недействительные бюллетени           | Недействительные бюллетени                   | 132 155       | —    |
| Итого                                | Итого                                        | 3 130 913     | 100  |
| Количество избирателей/Явка          | Количество избирателей/Явка                  | 5 647 812     | 55,4 |
| Источник: African Elections database |                                              |               |      |

## После выборов
Хотя Мугабе выиграл, набрав более половины голосов избирателей, принявших участие в голосовании, многие как в Зимбабве, так и за её пределами, отказались признавать его победу. Лидер оппозиции Морган Цвангираи обвинил действующего президента в подтасовке итогов голосования и потребовал проведения новых выборов. Независимые профсоюзы, связанные с Движением за демократические перемены, протестуя против насилия в отношении рабочих во время предвыборной кампании, объявили трёхдневную всеобщую забастовку.
После выборов мнения наблюдателей разделились. Организация африканского единства признала их «прозрачными, заслуживающими доверия, свободными и справедливыми», похожую позицию заняли наблюдатели из ЮАР, Нигерии и Намибии. В то же время группа наблюдателей Содружества наций, приглашённая властями Зимбабве, члены Норвежской миссии и ZESN осудили выборы, заявив, что они были проведены в атмосфере страха. США, Великобритания и Европейский союз признали выборы несправедливыми и несвободными.
19 марта 2002 года лидеры ЮАР (Табо Мбеки), Австралии (Джон Говард) и Нигерии (Олусегун Обасанджо) на основании доклада наблюдательной миссии приняли решение от имени 54 стран — членов Содружества о приостановке на год членства Зимбабве в этой организации, обвинив Мугабе в использовании своих властных полномочий и государственных учреждений для обеспечения себе несправедливых преимуществ на выборах.
Швейцария ввела санкции, в том числе, заморозила финансовые активы правительственных чиновников в швейцарских банках, а Дания закрыла своё посольство в Хараре и прекратила оказание помощи Зимбабве. Санкции в отношении Мугабе и ряда чиновников его администрации были введены Евросоюзом, обвинившим их в нарушениях прав человека и злоупотреблениях в ходе подготовки к выборам.
В 2014 году был обнародован так называемый «Доклад Хампепе», подготовленный южноафриканскими судьями Сиси Хампепе и Дикганой Мосенке по приказу президента ЮАР Табо Мбеки. Авторы доклада, изучив имеющиеся в их распоряжении материалы, пришли к однозначному выводу:

«Однако, учитывая все обстоятельства и, в частности, совокупные существенные отклонения от международных стандартов свободных и справедливых выборов, обнаруженных в Зимбабве в предвыборный период, эти выборы, на наш взгляд, не могут считаться свободными и справедливыми.»Оригинальный текст (англ.)“However, having regard to all the circumstances, and in particular the cumulative substantial departures from international standards of free and fair elections found in Zimbabwe during the pre-election period, these elections, in our view, cannot be considered to be free and fair.”— Daily Maverick
Доклад долгое время скрывался властями ЮАР от общественности и был опубликован только после продолжительного судебного разбирательства со стороны журналистов южноафриканской газеты Mail & Guardian, узнавшими о нём в 2008 году.